# II. Jeremiás moszkitó király
II. Jeremiás 1639 körül született Sandy Bayen, szülei ismeretlenek, egyes feltételezések szerint elődje törvénytelen fia volt, bár emiatt megválasztásának ténye kétségeket vetett volna fel.

## Uralkodása, rokonsága
1718-ban I. Jeremiás halálával őt választották meg Moszkitó Királyság új uralkodójának. Legfőbb célja és sikere egy spanyolellenes szövetség létrehozása Nagy-Britannia részvételével. Spanyol források gyakran Bernabé-ként nevezik, egyesek szerint ez lehetett a valódi neve és csak az angolokkal való kapcsolat alkalmával használta a Jeremiás (angolul: Jeremy) nevet. Feltételezések szerint ő valójában egy trónkövetelő volt, mások arra a megállapításra jutottak, hogy a két Jeremiás egy és ugyanaz az uralkodó volt. Cáfolja ezt a feltételezést, hogy I. Jeremiást az 1699-es találkozó alatt 60 év körülinek írták le, így kevés az esélye annak, hogy ugyanaz az ember 80-85 évesen uralkodjon az 1720-as években.
A spanyol kormányzó többször is értékes ajándékokat küldött a királynak, azzal a reménnyel, hogy sikerül befolyást gyakorolniuk a moszkitó népre. A visszautasított ajándékok és a sorozatos határsértések miatt a Spanyol Birodalom már-már az apró királyság lerohanását tervezte, mígnem 1720 június 25-én II. Jeremiás és Nicolas Lawes, Jamaica kormányzója szövetséget nem kötött a brit birodalom nevében. Ennek az aktusnak a részekén egy 50 fős felszabadított rabszolgákból álló hadsereg érkezett a tengerparti országba. A marúnok a vitatott spanyol-moszkitó határ közelében telepedtek le, jelentős kiváltságokat élvezve. Az uralkodó házasságáról nem maradtak fenn információk, de annyi biztos, hogy két fiút, (Eduárd és György) hagyott hátra. A trónt öccse, Péter örökölte 1729-ben.

## Fordítás
Ez a szócikk részben vagy egészben  a   Jeremy II című angol Wikipédia-szócikk ezen változatának fordításán alapul.  Az eredeti cikk szerkesztőit annak laptörténete sorolja fel. Ez a jelzés csupán a megfogalmazás eredetét és a szerzői jogokat jelzi, nem szolgál a cikkben szereplő információk forrásmegjelöléseként.